# Thomas Fingar

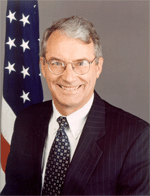
Thomas Fingar

Charles Thomas Fingar (* um 1948) war (seit 1986) und ist (seit 2009) Professor für „International Studies“ an der Stanford University und ehemaliger stellvertretender Director of National Intelligence (DNI) (2005–2008) sowie Vorsitzender des National Intelligence Council (2008–2009). 2012 wurde er mit dem Sam-Adams-Preis ausgezeichnet. Aktuell ist er Vorsitzender des National Committee on United States–China Relations (NCUSCR), des Komitees für bilaterale Beziehungen zwischen China und den Vereinigten Staaten.

## Bildung
Fingar ist seit 1968 B.A. der Cornell University in „Government & History“ (Regierung und Geschichte), seit 1969 ist er Master und seit 1977 Doktor der Politikwissenschaften, beide Abschlüsse erlangte er an der Universität Stanford.

## Karriere
Thomas Fingar vollbrachte viele seiner Leistungen an der Stanford University, wo er mehrere Forschungsberufungen annahm. Darüber hinaus leistete er Dienste am US-amerikanischen Staat, Höhepunkte waren seine Tätigkeiten als assistierender und leitender Direktor des Bureau of Intelligence and Research, später als Mitglied des National Intelligence Board. Darüber hinaus beriet er das Center for International Security and Cooperation und war als leitender Linguist für Deutsch in Heidelberg eingesetzt.

## Sam-Adams-Preis
Am 23. Januar 2013 wurde Thomas Fingar für besondere Integrität bei nachrichtendienstlicher Tätigkeit mit dem Sam-Adams-Preis 2012 geehrt, für seine leitende Tätigkeit bei der Herstellung des Geheimdienstdossiers National Intelligence Estimate (NIE) im Jahre 2007. Der Preis wird jedes Jahr von der The Sam Adams Associates for Integrity in Intelligence vergeben, einer Gruppe hochrangiger Geheimdienstmitarbeiter und Whistleblower, die sich ethischen Grundsätzen verpflichtet fühlen.
Der NIE-Report 2007, der die Informationen der sechzehn US-Geheimdienste zusammenfasste, stand im Widerspruch zum NIE-Report aus dem Jahr 2005, erregte großes politisches Aufsehen und passte der Regierung von George W. Bush/Dick Cheney nicht ins Konzept. Über das Atomwaffenprogramm des Irans kam das NIE-Report 2007 zu der Schlussfolgerung, dass es mit hoher Wahrscheinlichkeit bereits seit 2003 eingestellt wurde, was dazu führte, dass die Befürworter eines Krieges gegen den Iran bis heute keine „Beweise“ basierend auf Lügen als Kriegsbegründung erhalten haben.
Thomas Fingar sorgte auch für die weitgehende Veröffentlichung des NIE-Report 2007, angesichts des Angriffskrieges der Vereinigten Staaten gegen den Iran.

“… intelligence analysis on Iran was fearlessly honest. A consummate intelligence professional, Fingar would not allow the NIE to be ‘fixed around the policy …’”

„… die nachrichtendienstliche Analyse war furchtlos ehrlich, [als] ein unübertrefflich professioneller Agent würde Fingar nicht erlauben, dass das NIE der Politik angepasst wird …“

Bei dem Festakt, der in der Debate Hall der prestigeträchtigen Oxford Union Society, einer Gesellschaft an der Oxford University, begangen wurde, sprachen Ray McGovern (ehemaliger CIA-Offizier), Ann Wright (ehemalige Diplomatin und Oberst der US-Armee) und John Brady Kiesling (ehemaliger US-Botschafter in Athen) und auch frühere Preisträger wie Coleen Rowley (ehemalige FBI-Agentin), Katherine Gun (ehemalige Dolmetscherin beim GCHQ), Thomas Drake (ehemaliger Analyst der NSA), Jesselyn Radack (ehemalige Juristin des Justizministeriums von Washington), Annie Machon (ehemalige Agentin des britischen Nachrichtendienstes MI5) sowie Craig Murray (ehemaliger britischer Botschafter in Usbekistan). Sogar Julian Assange konnte am Festakt teilnehmen, auch wenn seine Rede aus seinem Asyl aus der Botschaft Ecuadors in London zugeschaltet werden musste.
Annie Machon prangerte das Desinteresse an einer Berichterstattung und „die völlige Heuchelei der britischen und internationalen Presse“ über die Preisverleihung an und rechnete in dem Betrag Lies, Damned Lies, and Newspaper Reporting, den sie in der Huffington Post am 30. Januar veröffentlichte, mit der Berichterstattung des Guardian ab: „Alle nationalen und internationalen Medien wurden eingeladen, es war ein historisches Treffen von internationalen Whistleblowern und eine Auszeichnung für jemanden, der durch seine Arbeit mit Integrität einen weiteren ruinösen Krieg und Blutvergießen im Nahen Osten verhinderte.“